# Catedral de Erfurt

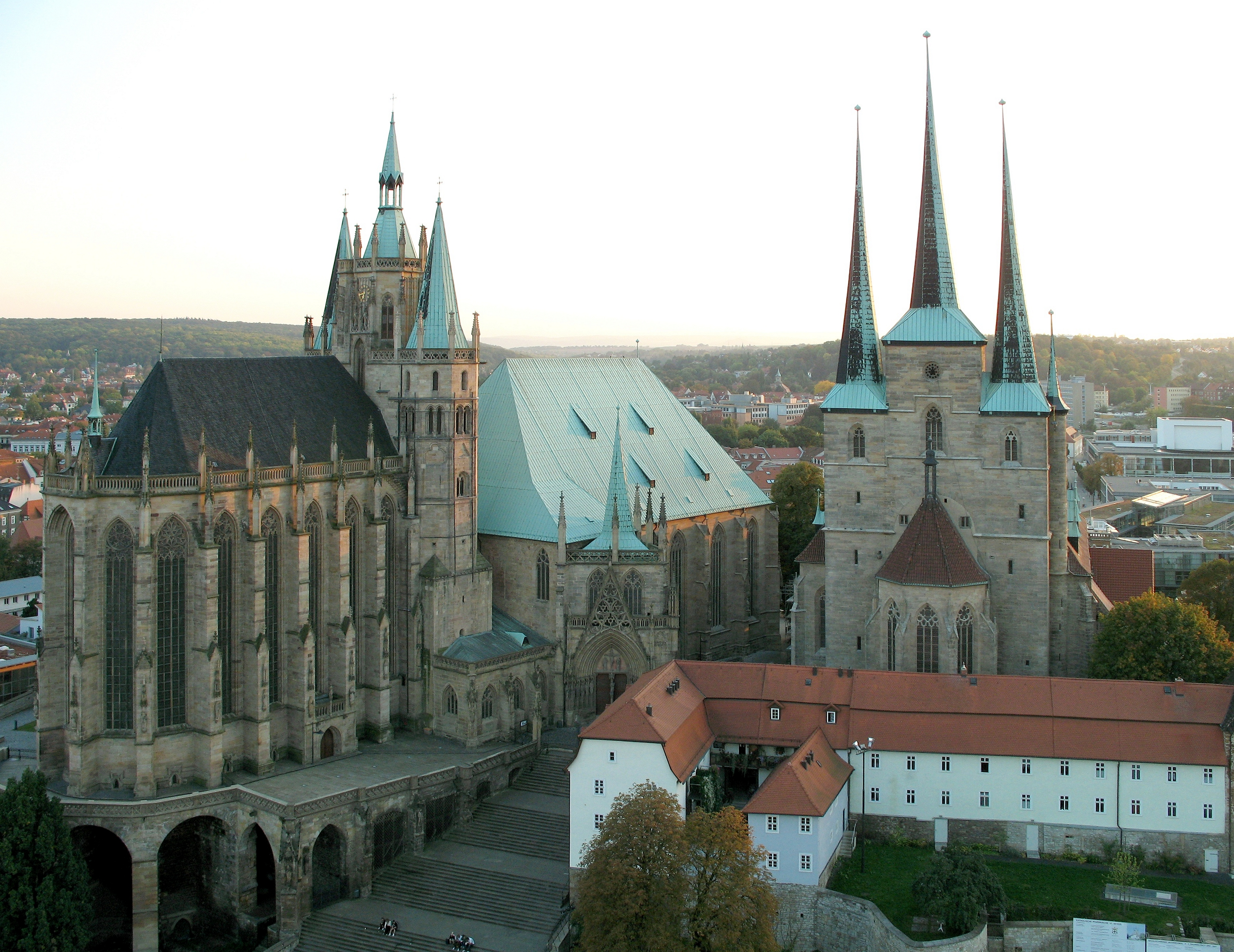
A Catedral de Erfurt (esq.) e a Igreja de São Severo (dir.)

A Catedral de Erfurt, antigamente chamada Igreja de Nossa Senhora (em alemão) Marienkirche ou Igreja Prioral da Bem-aventurada Virgem Maria (Propsteikirche Beatae Mariae Virginis) é uma catedral católica estabelecida há cerca de 1200 anos em Erfurt, na Turíngia, Alemanha. É a mais importante e mais antiga das igrejas de Erfurt. Foi sede episcopal durante um curto período no século VIII, e depois, durante grande parte da Idade Média e até ao início do século XIX, sede do colégio canónico de Santa Marie. É desde 1994 catedral da diocese de Erfurt restabelecida, e sede do capítulo catedral. Foi construída em estilo gótico internacional e é também conhecida como Catedral de Santa Maria. É um caso único de catedral construída numa encosta algo pronunciada. 
O local que a catedral ocupa já foi o sítio de muitas outras igrejas ao longo da história, como uma basílica românica e uma igreja-salão. O edifício atual começou a ser construído em 1154. Martinho Lutero foi ordenado nesta catedral em 1507.

## História e arquitetura

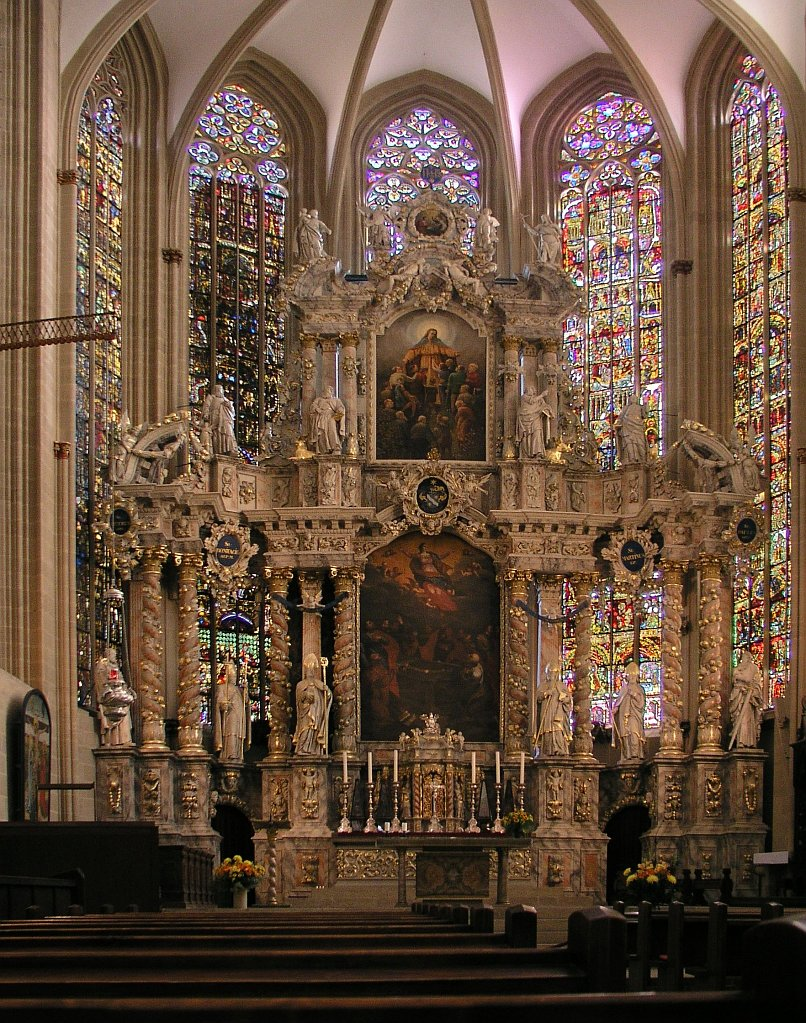
O Altar da Catedral.

A arquitetura da Catedral de Erfurt é maioritariamente de estilo gótico, e data dos séculos XIV e XV.
Dispõe de vitrais e mobiliário entre o seu património. A espira central das três torres tem o sino Maria Gloriosa que, ao tempo da sua fundição por Geert van Wou em 1497, era o maior sino do mundo. É célebre pela pureza e beleza do seu tom. 

### Construções precedentes
A primeira construção religiosa erguida em Erfurt parece ter sido uma igreja de 752 por vontade de São Bonifácio, mas não se conhece o seu lugar e tipo. Uma investigação arqueológica efetuada em 1991 aquando da instalação do órgão na contra-fachada descobriu a 3 metros de profundidade uma abside ocidental em simples tijolo romano do século XII.
A primeira documentação escrita remonta a 1117. Um documento de 1153 atesta a demolição da igreja principal de Erfurt, a major ecclesia, e em 1154 foi iniciada a construção em Domberg, a Colina da Catedral, de uma basílica tardo-românica. É necessário compreender aqui que a igreja de São Bonifácio já tinha vários séculos antes de ser demolida em 1153.
A construção avançou rapidamente, graças aos contributos dos fiéis recebidos em veneração das relíquias dos Santos Adelário e Eobano de Utrecht, seguidores de São Bonifácio, já na catedral em 1154. A partir de 1170 a igreja já servia ao culto, como testemunha a consagração como cavaleiro de Luís III da Turíngia, filho do conde Luís II da Turíngia (dito Luís de Ferro), feita aqui por parte do imperador Frederico Barbarossa.
Em 20 de junho de 1182 o edifício foi consagrado. Desta igreja basilical românica de planta cruciforme só se conservam as partes inferiores dos campanários, os dois primeiros pisos quadrangulares, as partes ocidentais do deambulatório e do coro, e algumas partes do transepto. Os pisos octogonais, de facto, foram adicionados entre o final do século XII e o início do século XIII. O campanário sul foi concluído em 1201 e o norte em 1237, embora ambos tenham sido reconstruídos no século XV.

## Relíquias e tesouros

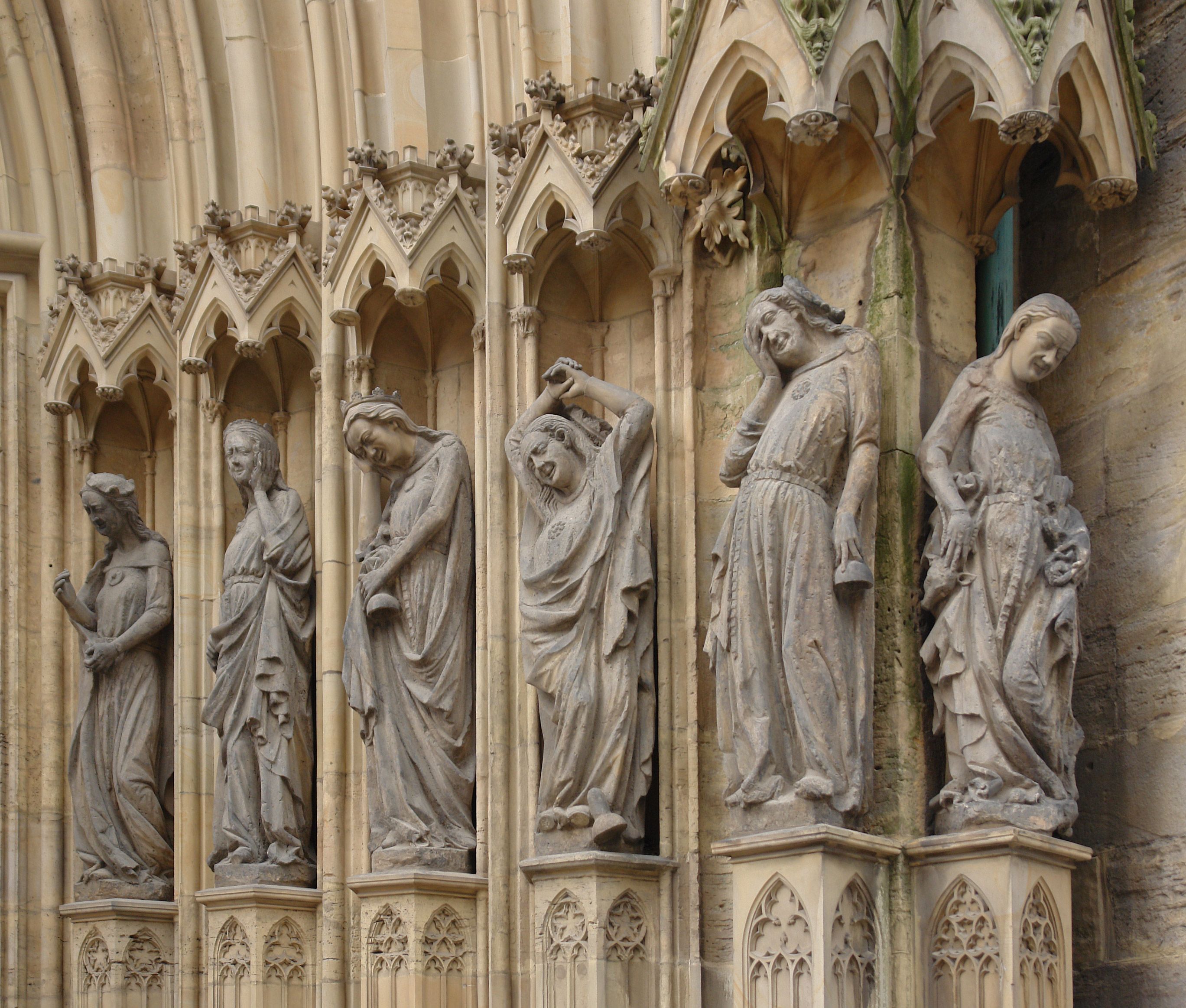
As Virgens Prudentes e Imprudentes

A catedral tem muitos objetos de valor, incluindo móveis e esculturas, o túmulo do bígamo Conde von Gleichen, acompanhado das suas duas mulheres, o altar de estuque, um candelabro de bronze românico, obras de ferro fundido e várias estátuas com as personagens da Parábola das Dez Virgens.